# Klopfer (Vibrationstechnik)
Ein Klopfer ist ein (meist geschlossenes) Gerät, bei welchem ein Kolben mit hoher Geschwindigkeit gegen eine Schlagplatte gefahren wird.
In der Praxis werden dabei Schlagenergien von 1 bis 300 Joule erreicht.
Klopfer werden meist zur Lösung von Anhaftungen an Wänden, Rohren oder Behältern verwendet. In der Wirkungsweise sind sie vergleichbar mit einem Hammerschlag.
Der Klopfvorgang läuft in Schritten ab
- Laden: der Kolben wird in Ausgangsstellung gebracht
- Geladen: der Kolben befindet sich in Ausgangsstellung
- Beschleunigen: der Kolben wird beschleunigt
- Schlagen: der Kolben trifft auf die Schlagplatte
- Stillstand: der Kolben sitzt auf der Schlagplatte

Die Beschleunigung des Kolbens erfolgt je nach Konstruktionsprinzip durch Federn oder Druckluft.